# Alain Cavalier
Alain Cavalier, född Alain Fraissé 14 september 1931 i Vendôme, Centre-Val de Loire, är en fransk filmregissör och manusförfattare.

## Filmografi i urval
- 1962 – Duellen på ön (manus och regi)
- 1964 – Flykten (manus och regi)
- 1965 – Vilken himla kalabalik (manus)
- 1967 – Midnattsrånarna (regi)
- 1968 – Mellan två män (regi)
- 1979 – Martin et Lea (manus och regi)
- 1981 – Un étrange voyage (manus och regi)
- 1986 – Thérèse (manus och regi)
- 2011 – Pater (manus, regi och roll)